# Marree
Marree egy kb. 70 fő lakosú kistelepülés Dél-Ausztrália félsivatagos területén. A település egykor igen fontos szerepet töltött be Dél-Ausztrália és az északra húzódó sivatagos terület, az Outback közlekedésében. Mára a sivatag felé irányuló turistautak egyik kiindulóhelye, az Oodnadatta Track és a Birdsville Track földutak kezdőpontja.

## Megközelítése
A település Port Augusta irányából közelíthető meg a B83-as aszfaltúton. A Leigh Creek-i szénbánya után a következő kistelepülés Lyndhurst, mely után néhány kilométerrel az aszfaltút megszűnik, onnan egy jól karbantartott földúton lehet Marreet elérni, a távolság kb. 70 kilométer. A településről indul tovább William Creek és Oodnadatta felé a vasúttörténeti emlékeiről és természeti érdekességeiről ismert, 617 kilométer hosszú Oodnadatta Track földút, a Stuart Highway országút mentén fekvő Marla településig. A harmadik földút északkelet felé, a 700 kilométerre fekvő Birdsville településig halad, neve Birdsville Track. A városnak saját, aszfaltozott repülőtere van, még a második világháború idejéből.

## Története
Az európaiak által teljesen ismeretlen területet először Edward John Eyre kereste fel 1840-ben. 1859 és 1861 között John McDoual Stuart skót felfedező összesen hat expedíciót vezetett a környéken keresztül észak felé. 1859-es útja alkalmával asszisztense, egy bizonyos Joseph Albert Herrgott nevű bajor botanikus felfedezte, hogy a környéken artézi források vannak. Neve után a majdani település neve Herrgott Springs lett. Stuart útjai során az őslakók a vízlelőhelyről vízlelőhelyre tartó ösvényét követte. Az útvonal mentén létesült az ország és a sivatag egészét átszelő, 1872-ben átadott Overland Telegraph távíróvezeték. Herrgott Springs a távíróvezetéket építő munkások telepeként létesült.
A Stuart-ösvény és az azt követő távíróvonal mentén kisebb települések, valamint a távíróvonalhoz szükséges, állandó személyzettel ellátott továbbítóállomások jöttek létre. A sivatagi településeket az éghajlati viszonyok miatt csak tevével lehetett megközelíteni. Már a 19. század közepétől tevéket és a karavánokat vezetni tudó afgán tevehajcsárokat  hoztak az országba. Marree lett az észak felé induló karavánok indulóállomása. Ezekben az években Marree lakossága átlag 600 fő volt, harmada európai, harmada afgán, harmada őslakó. A három népesség elkülönülten élt, kapcsolat csak az afgán és őslakó közösségek között volt. A település beceneve ezekben az években (az afgán után) Ghantown volt, de említették Little Asia néven is. A településen létesült Ausztrália első, mai napig álló, igaz csak apró, fából és vesszőből felhúzott afgán imaháza.
A Port Augustából a Stuart ösvény és a távíróvonal mentén észak felé haladó vasútépítés 1883-ban érte el Herrgott Springst. A város hivatalos megalakítása 1883. december 20. volt, ekkor kapta a Marree nevet az őslakók mani kifejezése után, melynek jelentése a hely, ahol oposszumok élnek. A várost azonban a köznyelvben továbbra is Herrgott Spings néven említették. A Marree név csak az első világháború utáni németellenes érzelmek miatt terjedt el. Néhány évig itt volt a később szintén az afgánokról The Ghan névre keresztelt vasút végállomása. A település ezekben az években élte virágkorát.
A vasutat 1891-re tovább építették Oodnadattáig. A karavánok attól fogva onnan indultak észak felé, az afgánok egy része tovább állt, a település jelentősége csökkent, de továbbra is indultak karavánok többek között Birdsville és Broken Hill felé. 1929-re a vasút elkészült a mai Alice Springsig, ezzel a karavánok korszakának vége lett. Az egykor megbecsült afgánok a társadalom perifériájára szorult felesleges emberekké váltak. Egy részük letelepült a városban, sokan beházasodtak az őslakók közé. Az utolsó marreei tevehajcsár 1996-ban halt meg, 86 éves korában.
A második világháború alatt repülőtér és katonai tábor létesült. 1957-ben Port Augusta és Marree között az addigi keskenyvágányú szakaszt normál nyomtávúra cserélték, elsősorban a Leigh Creeki szénbányából induló nehéz tehervonatok miatt. A két nyomtáv közötti váltóállomás Marree lett, ezzel újabb fellendülés következett. Az állandó műszaki hibák és az igen lassú tempó miatt az egész The Ghan vasutat jóval nyugatabbra helyezték, majd 1980-ban a régi vonalon a forgalmat év végével leállították. A Leigh Creek-i tehervonatok is csak a bányáig jártak ezután. Marree, akárcsak a környék többi települése halálra ítélt városnak számított ezután. A közelben lévő, egykor kórházzal, pékséggel és két pubbal rendelkező Farina például egyetlen lakó nélküli kísértetvárossá vált. A következő években a vágányokat a teljes vonal mentén felszedték. Mivel Marretől dél felé már normál nyomtáv volt, a keskenynyomtávú, amúgy is kiöregedett NSU mozdonyokat gazdaságosabb volt otthagyni, mint tehervagonokkal elszállítani, ezért ezek egy része a városban marad, pusztuló roncsaik mai napig láthatók. 
Az újabb fellendülést a turizmus hozta. A megszűnt vasútvonal és távíróvonal építészeti és műszaki emlékei, egykori hidak, állomásépületek, elhagyott települések, valamint a sivatagos táj és a viszonylag közeli Eyre-tó szépségei miatt terepjárós turisták kezdték újra felfedezni a környéket. Marree és Oodnadatta, az Oodnadatta Track, Birdsville Track, mára kalandot kedvelők körében népszerű célpont illetve útvonal.

## Élet Marreeben
A településnek saját önkormányzata nincs, a csekély népesség miatt iskolát sem tartanak fent. Helyi gyakorlat szerint orvos nélküli, de szakképzett és tapasztalt ápolóval rendelkező egészségügyi intézmény működik. Az ápoló szükség esetén rádión kérhet tanácsot a központi intézménytől. Sürgős esetekben a Royal Flying Doctor Service, a légidoki szolgálat vehető igénybe. A városban rendőrőrs található. Az utazókat ellátó létesítmény (roadhouse) és üzlet neve Marree's Outback Roadhouse & General Store. A telefon, az internet és a  tévészolgáltatás műholdas kapcsolaton keresztül működik.

## Éghajlat
Marree egy félsivatagos, lapályos területen fekszik. Nyáron a meleg a negyven fok közelében van, a rekordmeleg közel ötven fok volt. Tél közepén a húsz fok a legjellemzőbb, de közel harminc fok és fagy is előfordult már. A csapadék ritka és kevés, időnként azonban áradást okozó, özönvízszerű esőzés előfordulhat.

## Látványosságok

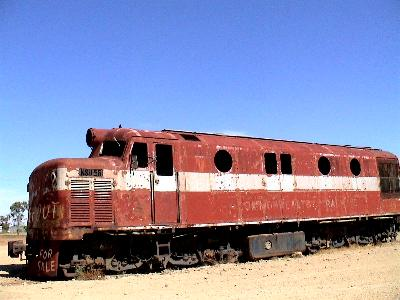
Rozsdásodó NSU mozdony a város szélén

A mindössze néhány utcából álló, sok tekintetben inkább egy tanyaközpontra, mint európai értelemben vett városra hasonlító település egykori állomása még áll, akárcsak a gőzmozdonyokhoz szükséges víztároló. A rámpa mentén még otthagyott mozdonyok állnak. A Museum Parkban régi relikviákat láthatunk. Közvetlenül a város szélén áll a többnyire kiszáradt folyó feletti vasúti híd. Kulturális érdekesség a három népcsoport által három elkülönült részlegben használt temető. A vasútállomás mellett még állnak az afgánok által a XIX. században ültetett, mára hatalmas datolyapálmafák. A sivatagos városkának saját jacht-klubja is van, de a legközelebbi jelentősebb víz a 80 kilométerre lévő Eyre-tó. Érdekesség a vasút egykori talpfáiból készített teve-szobor, a fából és gallyakból épített afgán imaház, az őslakók kultúrájával foglalkozó Arabunna Center. Minden év júliusában kerül megrendezésre a Marree Camel Cup tevehajtó verseny. Szálláslehetőség az 1883-ban épített Great Northern Hotel, vagy újabb nevén Marree Hotel.

### Marree Man

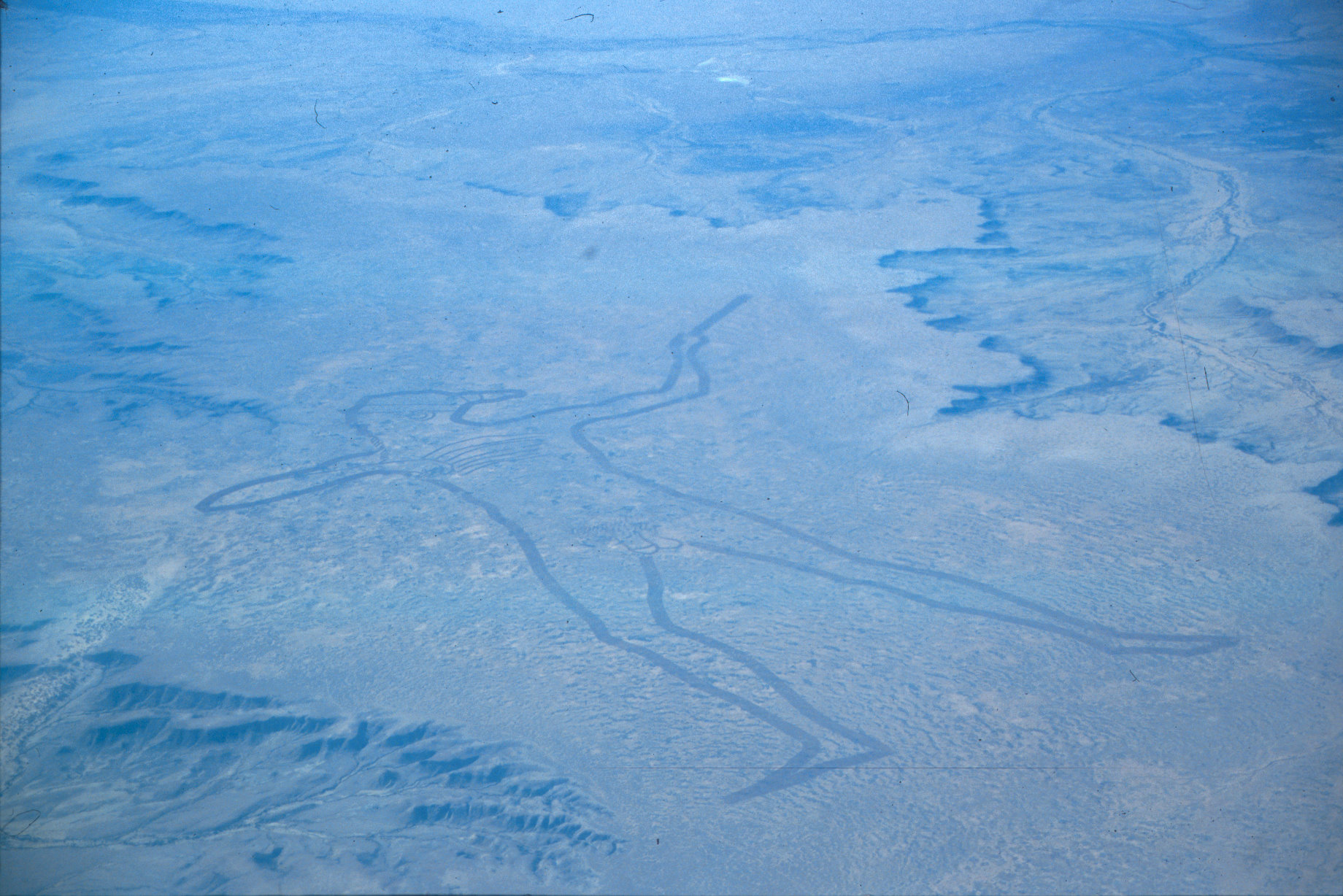
1998-as légi felvétel a Marree Manről

A Marree Man egy a világon egyedülálló, a talajba vésett óriási figura, egy valószínűleg bumerángot eldobni készülő ruhátlan harcost ábrázol. Magassága 4,2, a kerülete 28 kilométer. Marreetől 60 kilométerre nyugatra látható, de csak repülőgépről. 1998-ban fedezték fel, kora és készítője ismeretlen. Különféle feltételezések születtek, miszerint az őslakók régi munkája, a hadsereg készítette az űrből való észlelhetőség tesztelésére, esetleg egy modern eszközökkel titokban készített modern műalkotás. Utóbbi esetben egy Alice Springsben élő művész neve is felmerült, aki azonban sem cáfolni, sem megerősíteni nem volt hajlandó a feltételezést, így a Marree Man eredete továbbra is kétséges.